# 薩彬圖
薩彬圖（1759年—1815年），字天石，乌苏氏，满洲鑲白旗人。

## 生平
乾隆丁酉举人，庚子进士。
乾隆年间任户部主事、员外郎；贵州乡试正考官；侍讲学士、侍读学士等职。嘉庆年间任内阁学士兼礼部侍郎，太仆寺少卿；盛京工部侍郎；漕运总督；光禄寺卿；盛京户部侍郎等职。

## 家族
父达椿，乾隆二十五年进士，官至礼部尚书。